# سيدي منصور (قابس)
سيدي منصور قرية تونسية تقع شمال ولاية قابس على الحدود مع ولاية قفصة، شمال شرقي سبخة سيدي منصور.